# Golce (województwo zachodniopomorskie)

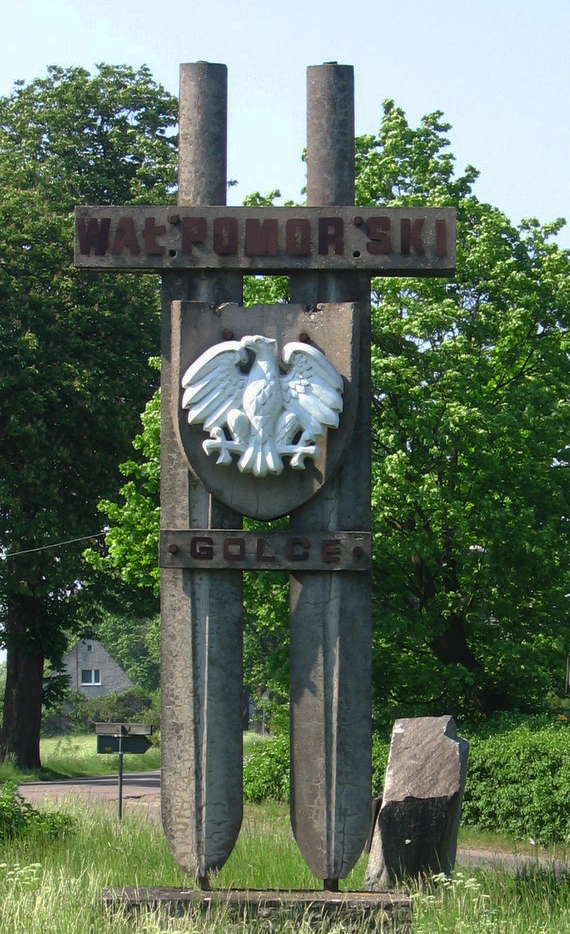
Monument we wsi Golce przy drodze DW163

Golce – wieś w Polsce położona w województwie zachodniopomorskim, w powiecie wałeckim, w gminie Wałcz, nad rzeką Dobrzycą. Przez miejscowość przechodzi droga wojewódzka nr 163.
W latach 1975–1998 miejscowość administracyjnie należała do województwa pilskiego.
W środku miejscowości przy drodze znajduje się monument upamiętniający walki o Wał Pomorski w czasie II wojny światowej. Na skale zapisana jest inskrypcja: W nocy z 7/8 II 1945 r. 11 PP 3 DP uczestnicząc w bitwie I Armii Wojska Polskiego o przełamanie Wału Pomorskiego toczył tu ciężkie walki z kilkakrotnie kontratakującym wrogiem. W pobliżu wsi znajduje się jezioro Golce.